# 達姆斯塔特應用科技大學
達姆斯塔特應用科技大學（德語：  Hochschule Darmstadt) Darmstadt University of Applied Sciences，也稱為h_da，是一所位於德國黑森州 達姆斯塔特市的一所應用科技大學。
h_da 是IT 集群 Rhine-Main-Neckar 、“德國矽谷”和歐洲最大的 IT 安全研究所ATHENE的一部分。

## 歷史
達姆斯塔特應用科技大學的起源可以追溯到 1876 以及達姆施塔特工業大學，1930 年代初期當時這兩所大學是綜合體。多年過後，一個專注於職業研究導向的獨立教育機構需求增加，應用科技大學於 1971 年成為獨立的職業導向研究教育機構。它是黑森州（德语： Hessen ）最大的應用科技大學，擁有約11,000名學生。

## 校區
Hochschule Darmstadt 的主校區位於 Haardtring 辦公室，但校園平均分布在達姆斯塔特市的不同地点。在達姆斯塔特市可以看到一些古老和現代的大學建築。媒體校區位於迪堡。

## 系所

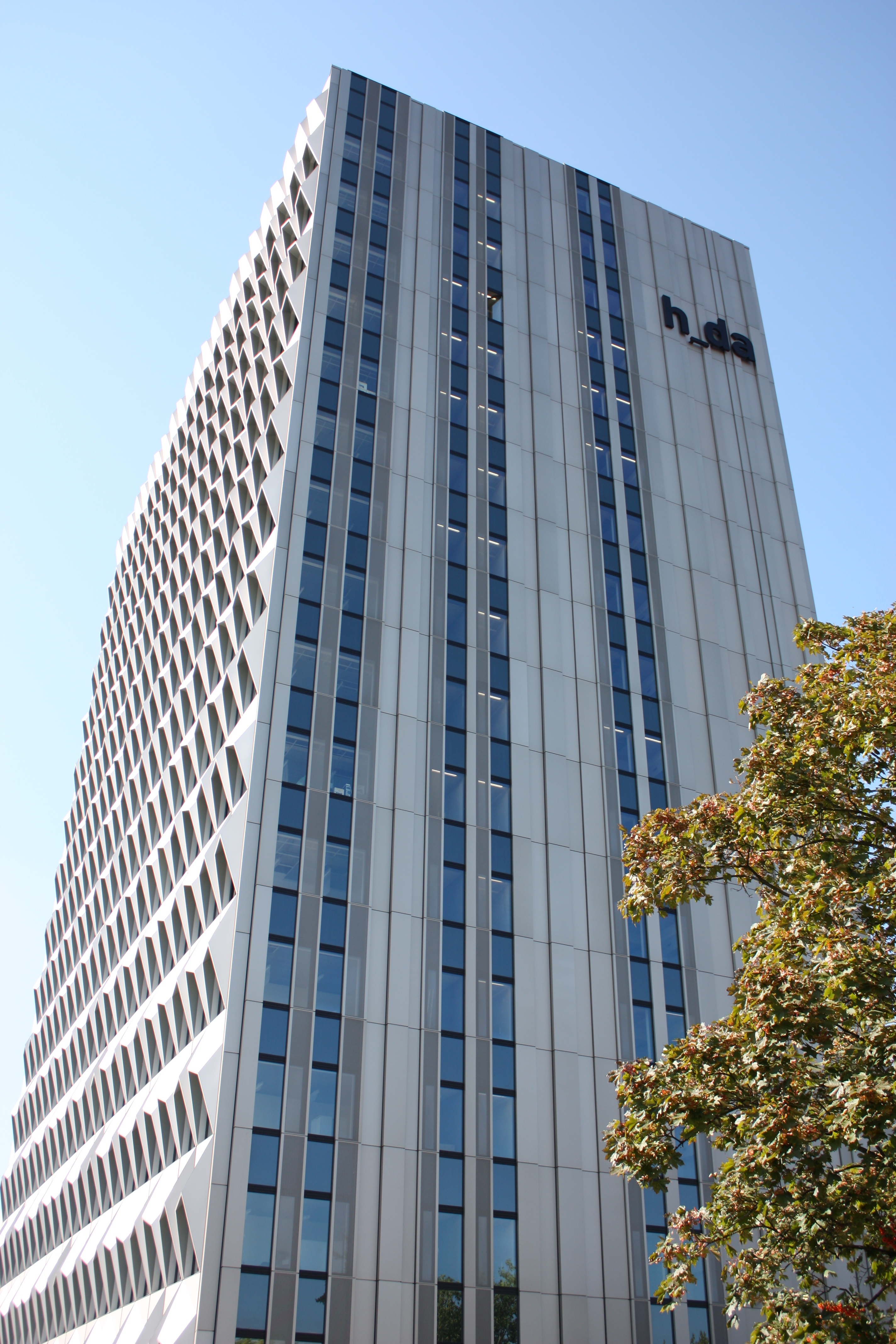
行政大樓“Hochhaus”

- 建築
- 化學技術
- 土木工程
- 電腦科學
- 設計
- 媒體
- 經濟學
- 電子工程與資訊技術
- 數學與科學
- 機械工程
- 塑料工程
- 社會和文化研究
- 社會教育
- 機械電子

## 聲譽和排名
Hochschule Darmstadt 是一所在德國工業界享有名氣的機構。它在DAAD排名中一直名列前茅，與Hochschule Karlsruhe相當。保持其在微电子和机器人專業領域的聲譽，Hochschule Darmstadt 為德國一些主要工業發展做出了貢獻，包括REIS和三菱機器人模組。

## 研究
- IIS 弗劳恩霍夫
- 马普学会
- EUA欧洲大学协会

## 研究所
- 傳播與媒體研究所（ikum）
- 地方經濟與環境規劃研究所

## 外部連結
- h_da 网站 （页面存档备份，存于）